# Liste des ducs d'Halluin
Le nom de Halluin, sous sa forme précoce "Hallewyn", apparaît pour la première fois dans l'acte de donation fait par Baudouin V, dit de Lille, comte de Flandre, à l'église et chapitre de Saint-Pierre de Lille en septembre 1066. C'est maintenant une ville du Nord-Pas-de-Calais.

## XVIesiècle
- Mention de Philippe d’Halluin, seigneur de Maignelay (siège du duché d'Hallwyn, érigé à Maignelay en 1587)
- Antoine d’Halluin, chevalier de l’ordre du roi, seigneur de Buigenhoult et de Maignelay, leur fils, tué à Thérouanne en 1553
- première mention d'un duc d'Halluin : Charles d’Halluin, chevalier des ordres du roi, marquis de Maignelay en 1565, duc d’Halluin et pair de France en 1587
- Charles II d’Halluin, pair de France, marquis de Maignelay, petit-fils Charles d'Halluin, décédé en 1598
- Anne, duchesse d'Halluin, sœur de Charles II
- Henry de Nogaret de La Valette, dit « de Foix », comte de Foix-Candale, duc d’Halluin par mariage en 1611 avec Anne, pair de France, et en 1620

## XVIIesiècle
- Charles de Schomberg, duc d’Halluin par mariage avec Anne, chevalier des ordres du roi, pair et maréchal de France, décédé en 1656

## Sources
- mémoires du duc de Saint-Simon.